# روضة باقطيان (الضليعة)

تعديل مصدري - تعديل

روضة باقطيان هي إحدى قرى عزلة الضليعة بمديرية الضليعة التابعة لمحافظة حضرموت، بلغ تعداد سكانها 191 نسمة حسب تعداد اليمن لعام 2004.